# 邢向东
邢向东 (1960年—)，陕西神木人，教授，主要从事汉语言方面的研究工作。担任《南开语言学刊》、《清华语言学博士文库》等刊物编委，入选中华人民共和国教育部2009年度"长江学者"特聘教授。曾就读于陕西师范大学中文系。